# Estação Oblatos
A Estação Oblatos é uma das estações do VLT de Guadalajara, situada em Guadalajara, entre a Estação Belisario Domínguez e a Estação Cristobal de Oñate. Administrada pelo Sistema de Tren Eléctrico Urbano (SITEUR), faz parte da Linha 2.
Foi inaugurada em 1º de julho de 1994. Localiza-se no cruzamento da Avenida Javier Mina com a Rua Marconi. Atende o bairro Zona Oblatos.